# Ústí nad Orlicí
Ústí nad Orlicí es la localidad-capital del distrito de Ústí nad Orlicí en la región de Pardubice, República Checa, con una población estimada a principio del año 2018 de 14 163 habitantes. 
Se encuentra ubicada al noreste de la región, en la zona sur de los Sudetes centrales, cerca del río Orlice —un afluente izquierdo del curso alto del río Elba—, y de la frontera con Polonia y las regiones de Hradec Králové y Olomouc.

## Historia
Wildenschwert fue fundada en 1241 por Wilhelm von Dürnholz. Primero se llamaba Wilhelmswert y formaba parte del Herrschaft Landskron. En 1292 el rey bohemio Wenzel II. regaló la ciudad a los monjes cistercienses en Königsaal. Pasaron la ciudad al obispado de Leitomischl en 1358. Después de la rebelión de los husitas, cuando la influencia de las iglesias se eclipsó, la ciudad era propiedad de las familias Kostka von Postupice, von Pernstein y Hrzan von Harras. Wildenschwert fue mencionada por primera vez como una ciudad en 1544.
Desde finales del siglo XV, Wildenschwert fue sede de los Hermanos de Bohemia, pero los expulsó en 1626 a raíz de la contrarreforma. Luego, después de la Batalla de la Montaña Blanca, el 8 de noviembre de 1620, Wildenschwert estaba bajo el control de los duques de Liechtenstein. Había gremios de tejedores establecidos aquí en el siglo XVI. La ciudad tardó en recuperarse de los saqueos de la Guerra de los Treinta Años, luego fue destruida por un incendio en 1706. Obtuvo el estatus municipal en 1795. Cuando Wildenschwert fue conectada a la red ferroviaria por la línea Olomouc - Praga en 1845, el negocio textil boomed obtuvo el lema de El Manchester de Bohemia del Este y se convirtió en un importante centro textil. Fue un importante cruce ferroviario y desde 1850 se convirtió en un centro regional. Se le dio el nombre checo de Oustí o Austi; El nad Orlicí se refiere al nombre del río local.
Wildenschwert era una ciudad de habla alemana en el Imperio austrohúngaro hasta que fue asignada a Checoslovaquia en 1918, al final de la Primera Guerra Mundial. Ústí nad Orlicí, como se la llamaba, sigue siendo una importante ciudad textil, y en la década de 1960 el Výzkumný ústav bavlnářský (Cotton Researching Institute) desarrolló la técnica de hilado de extremo abierto que proporcionó una alternativa más rápida al hilado en anillo.

## Galería

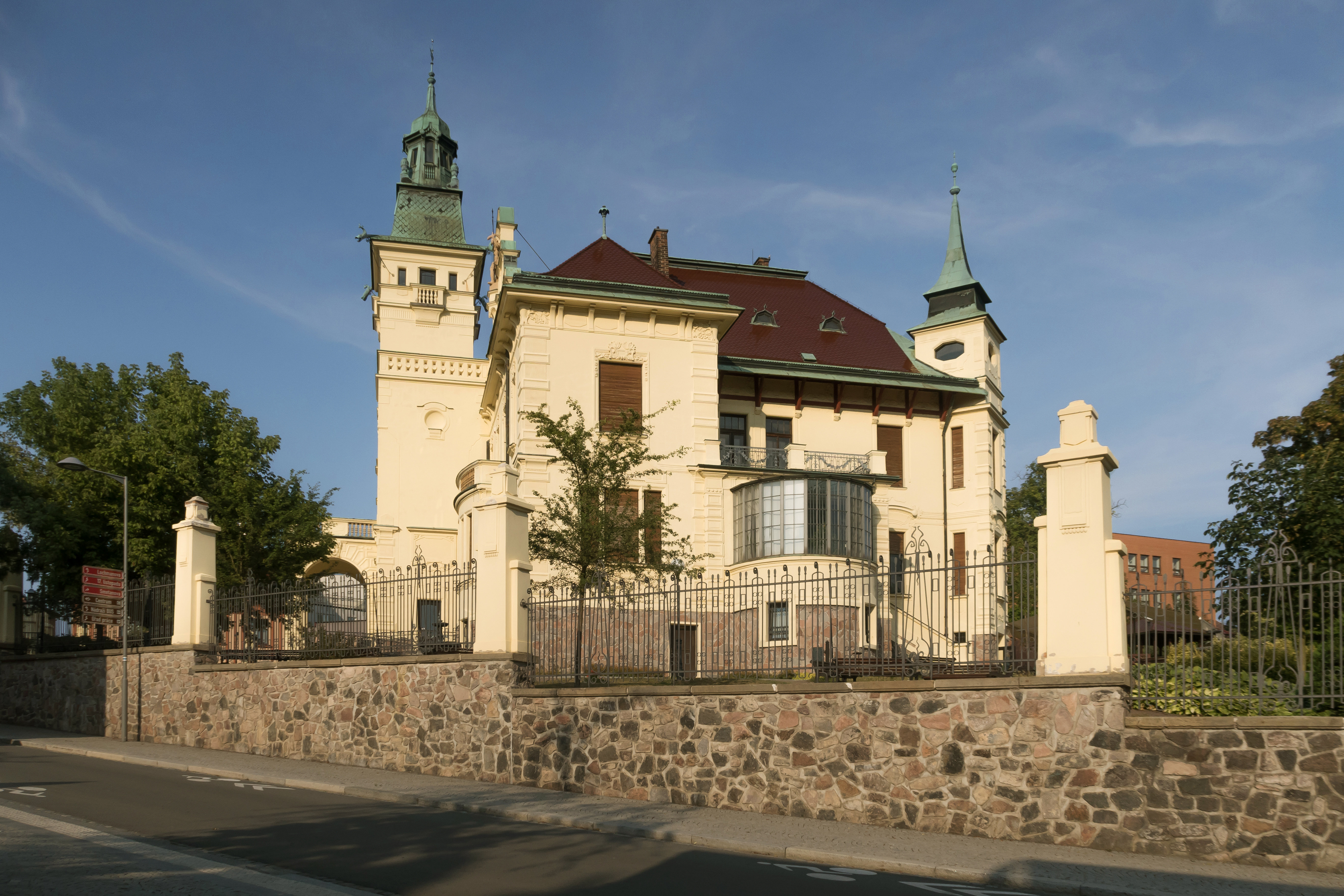
Hernychova vila
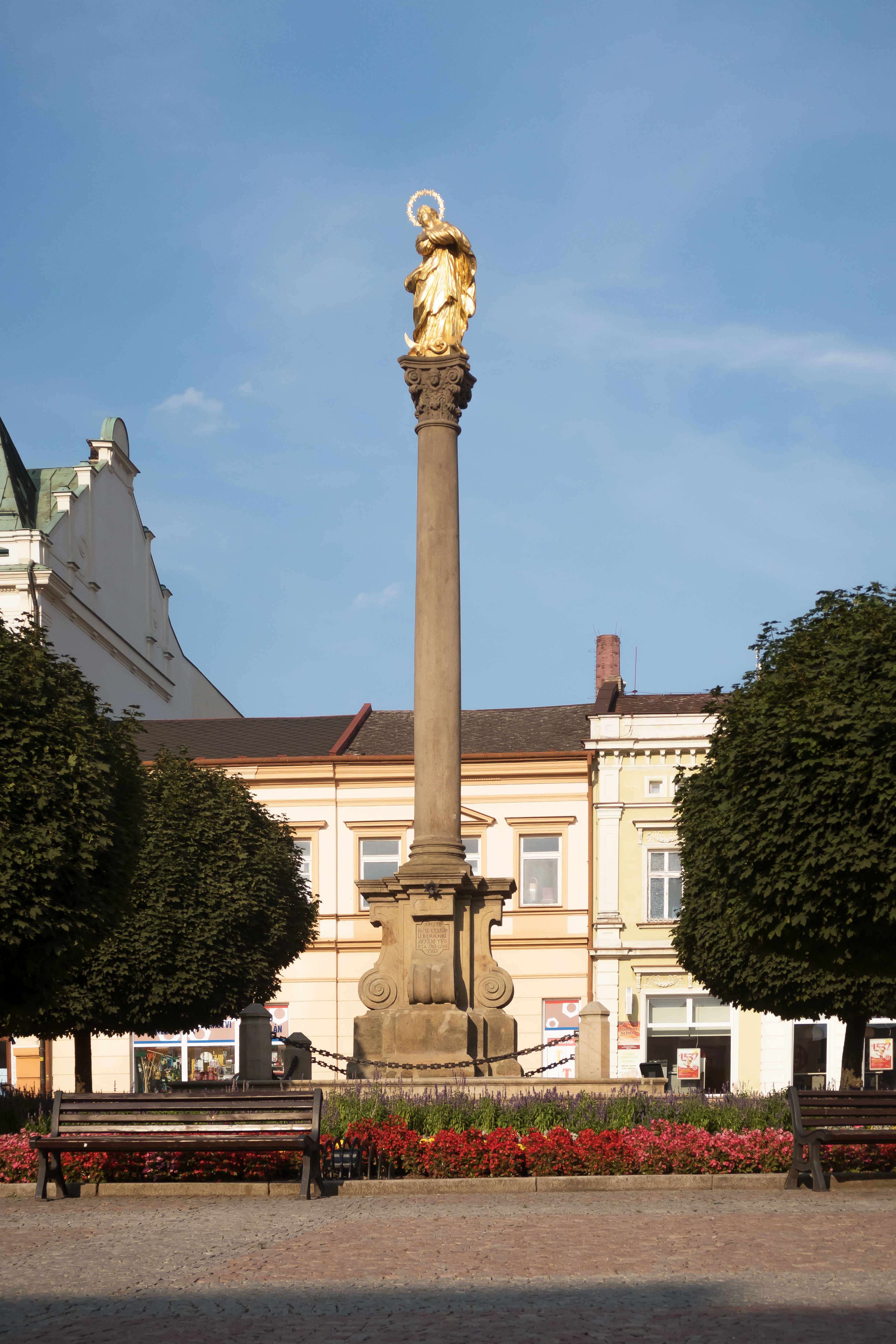
Escultura: Socha Panny Marie
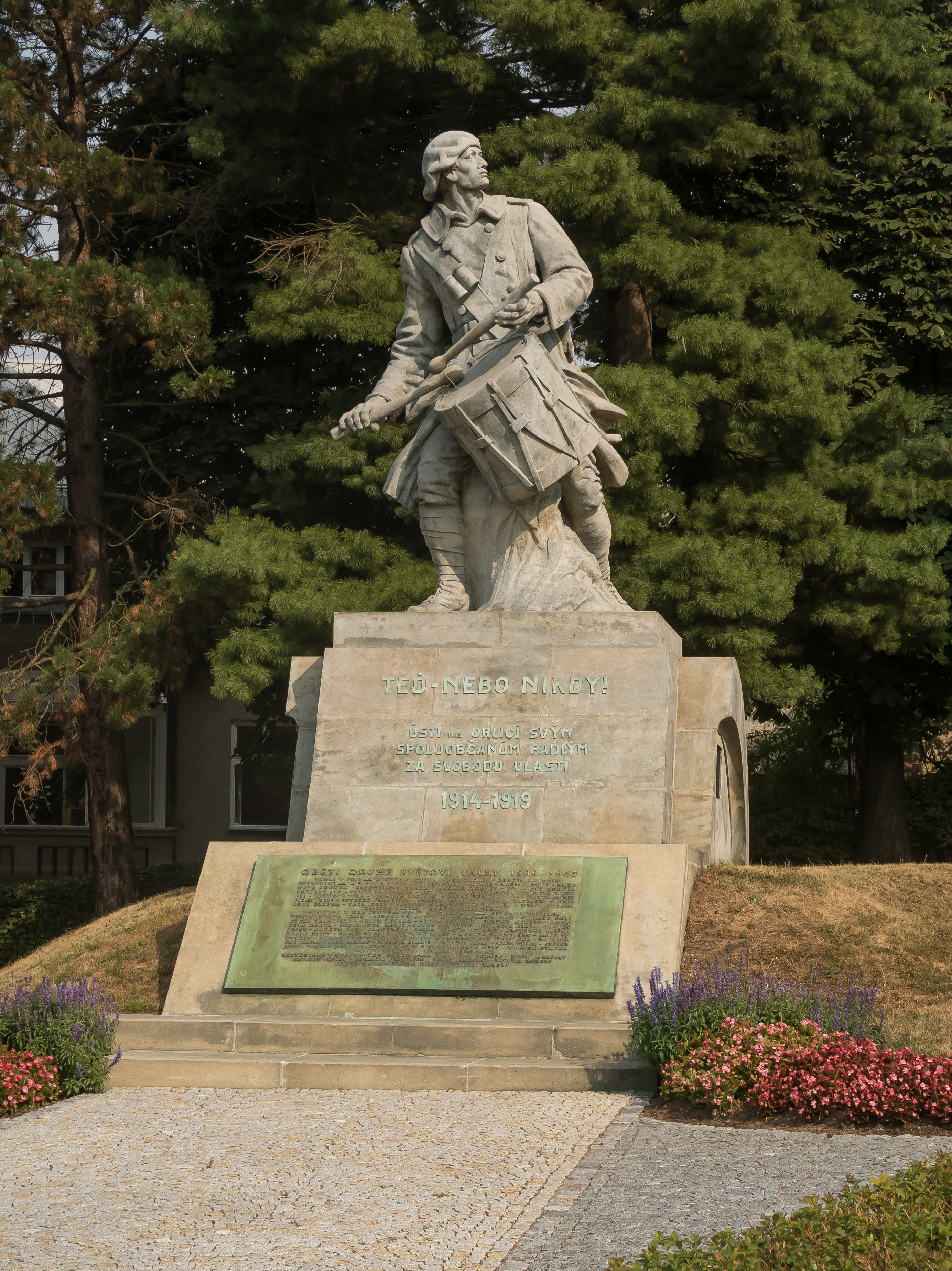
Escultura: Socha Bubnující legionář